# St. Peter und Paul (Bad Königshofen im Grabfeld)

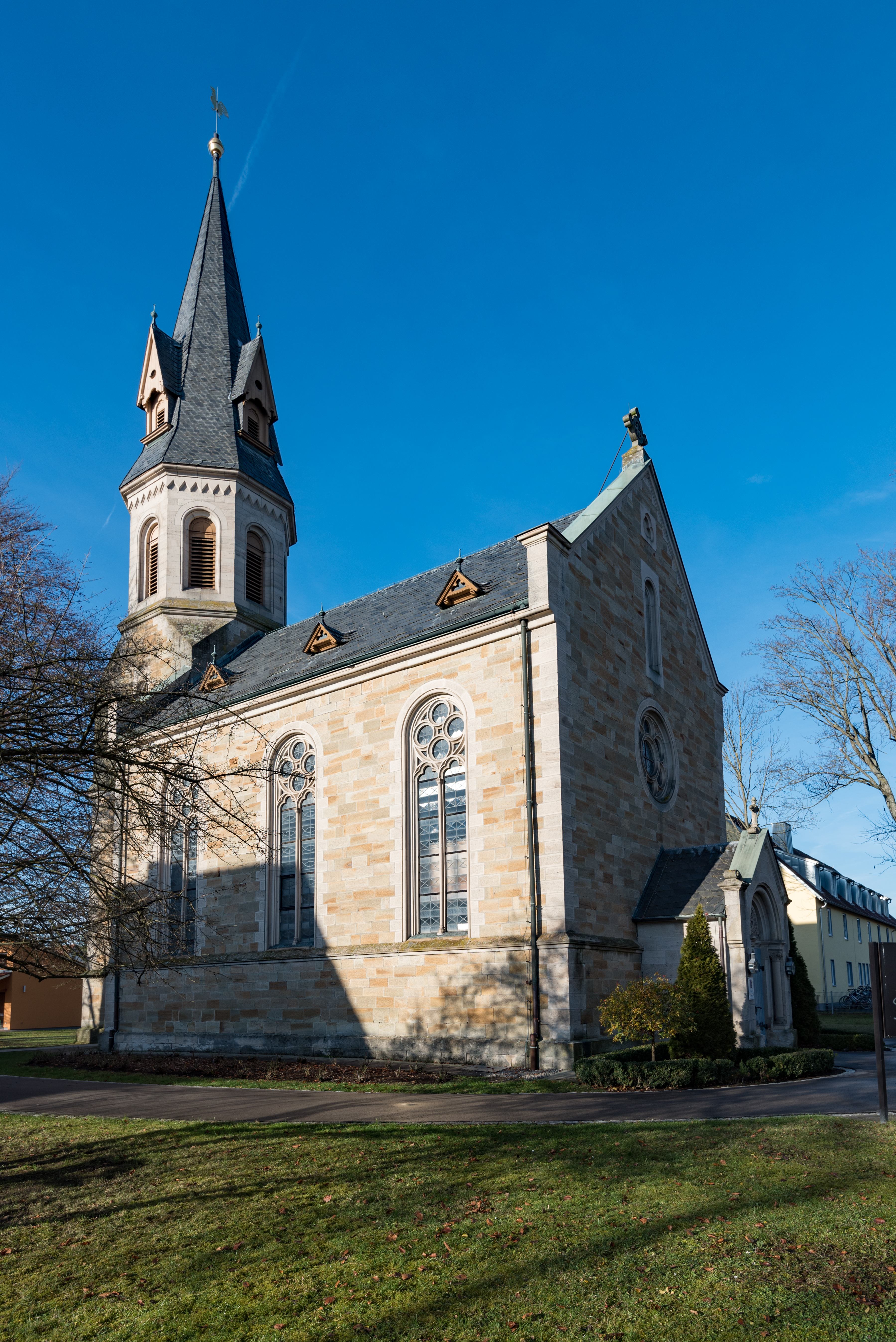
Die St.-Peter-und-Paul-Kirche

Die evangelische St.-Peter-und-Paul-Kirche befindet sich in Bad Königshofen im Grabfeld im unterfränkischen Landkreis Rhön-Grabfeld in Bayern. Namensgeber der Kirche sind die Apostel Peter und Paul.
Die Kirche gehört zu den Baudenkmälern von Bad Königshofen im Grabfeld und ist unter der Nummer D-6-73-141-74 in der Bayerischen Denkmalliste registriert. Die Kirchengemeinde Bad Königshofen im Grabfeld gehört zum Dekanat Bad Neustadt an der Saale, einem der Dekanate im Kirchenkreis Ansbach-Würzburg der Evangelisch-Lutherischen Kirche in Bayern.

## Geschichte
Da sich Protestanten in den bayerischen Großstädten erst zu Beginn des 19. Jahrhunderts niederlassen durften, wuchs auch die evangelische Gemeinde von Bad Königshofen erst zu dieser Zeit langsam, aber stetig. Bis 1870 konnten die Protestanten des Ortes nur den Gottesdienst in der St.-Johannis-Kirche im nahe gelegenen Aubstadt besuchen.
Zur Zeit des ersten protestantischen Gottesdienstes in Bad Königshofen im evangelischen Betsaal der örtlichen Kaserne im April 1870 zählte die Gemeinde schon 100 Mitglieder aus Bad Königshofen und Umgebung. Im Jahr 1887 gründeten sie einen Kirchenbauverein. Im Jahr 1894 wurde der Grundstein für den Bau der Kirche unter der Leitung von Architekt Valentin Trott gelegt. Die Einweihung der in neugotischer Formensprache errichteten Kirche erfolgte am St.-Peter-und-Pauls-Tag, dem 29. Juni 1898. Das neue Gotteshaus war eine Chorturmkirche wie St. Johannis in Aubstadt.
Im Jahr 1947 konnte eine evangelische Pfarrei gegründet werden, nachdem die Mitgliederzahl durch Flüchtlinge und Zwangsevakuierte nach dem Zweiten Weltkrieg angewachsen war. Helmut Wiegel, der zuvor der letzte Vikar gewesen war, wurde zum ersten Pfarrer der evangelisch-lutherischen Gemeinde von Königshofen ernannt. Im Jahr 1968 erhielt die Kirche bei einer grundlegenden Renovierung ihr heutiges Aussehen: Altar, Kanzel und Taufstein wurden durch neue Exemplare aus Muschelkalk ersetzt. Die neugotischen Anklänge im Kirchenäußeren stehen im Gegensatz zum kühlen und klaren Kircheninneren unter anderem durch schwere und klare Muschelkalkelemente. Ursprünglich war das Kircheninnere durch eine üppige Jugendstilmalerei gestaltet, die jedoch im Jahr 1948 übertüncht wurde. Das heutige, große Himmelfahrtsbild im Nazarener Stil an der Nordwand war früher das Altarbild.
Darüber hinaus hat sich von der ursprünglichen Erscheinungsform der Kirche nicht viel erhalten. In den späten 1960er Jahren wurden Kanzel und Altar durch das heutige Ensemble ersetzt. Das Kanzelrelief, ein Labyrinth, symbolisiert, wie im berühmten Vorbild in der Kathedrale von Chartres, den Weg der Seele zur Erlösung und gleichzeitig die Pilgerfahrt nach Jerusalem.
Der steinerne Türsturz der Sakristeitür zeigt ein von der Romanik inspiriertes Christus-Relief. Das runde Turmfenster von 1987 zeigt zum einen den Regenbogen als Symbol für den Bund Gottes mit den Menschen nach der Sintflut und zum anderen das Zelt als Erinnerung an die Stiftshütte, dem Zelt Gottes aus dem Alten Testament.
Das heutige Aussehen der Decke stammt von der Renovierung in den Jahren 1969/1970. In der sonst nüchternen Gestaltung des Kircheninneren fällt sie farblich auf. Das an der Südwand befindliche große schlichte Holzkreuz wurde von Kriegsheimkehrern aus dem Zweiten Weltkrieg gestiftet.
Im Jahr 1977 wurde die im Jahr 1898 entstandene Steinmeyer-Orgel (Oettingen in Bayern) durch eine von Wolfgang Hey aus Urspringen (Ortsteil von Ostheim vor der Rhön) gebaute Orgel ersetzt. Die neue Orgel wurde in das originale neugotische Gehäuse eingesetzt.